# فورست جانکشون (ویسکانسین)
فورست جانکشون (به انگلیسی: Forest Junction) یک منطقهٔ مسکونی در ایالات متحده آمریکا است که در شهرستان کالومت، ویسکانسین واقع شده‌است. فورست جانکشون ۶۱۶ نفر جمعیت دارد.